# Wewnętrzne piękno
Wewnętrzne piękno (kor. 뷰티 인사이드 Byuti Insaideu, ang. Beauty Inside) – południowokoreańska komedia romantyczna z 2015 roku oparta na amerykańskim filmie The Beauty Inside opowiadającym o człowieku, który budzi się codziennie w innym ciele. Jest to debiut reżyserski Baika. Film miał swoją premierę 20 sierpnia 2015 roku.
W Polsce film został zaprezentowany podczas drugiej edycji Warszawskiego Festiwalu Filmów Koreańskich w dniu 28 października 2016 roku.

## Opis fabuły
Projektant mebli Woo-jin każdego dnia budzi się w innym ciele, niezależnie od wieku, płci i narodowości, w środku pozostając jednak wciąż tym samym człowiekiem. Patrzenie na inną twarz w lustrze każdego ranka jest rzeczą, do której trudno mu się przyzwyczaić.
Jedyną stałą w jego życiu jest dziewczyna, którą kocha. Yi-soo zna jego tajemnicę i kocha go mimo tego. Za każdym razem, gdy się przemienia, Woo-jin musi dowiedzieć się, jak ponownie połączyć się z Yi-soo.

## Obsada
- Han Hyo-joo jako Yi-soo
- Kim Dae-myung jako Woo-jin
- Do Ji-han jako Woo-jin
- Bae Sung-woo jako Woo-jin
- Chun Young-woon jako Woo-jin
- Park Shin-hye jako Woo-jin
- Lee Beom-soo jako Woo-jin
- Park Seo-joon jako Woo-jin
- Kim Sang-ho jako Woo-jin
- Chun Woo-hee jako Woo-jin
- Juri Ueno jako Woo-jin
- Lee Jae-joon jako Woo-jin
- Kim Min-jae jako Woo-jin
- Lee Hyun-woo jako Woo-jin
- Jo Dal-hwan jako Woo-jin
- Lee Jin-wook jako Woo-jin
- Hong Da-mi jako Woo-jin
- Seo Kang-joon jako Woo-jin
- Kim Hee-won jako Woo-jin
- Lee Dong-wook jako Woo-jin
- Go Ah-sung jako Woo-jin
- Kim Joo-hyuk jako Woo-jin
- Yoo Yeon-seok jako Woo-jin
- Lee Dong-hwi jako Sang-baek
- Moon Sook jako matka Woo-jina
- Lee Geung-young jako ojciec Woo-jina
- Lee Mi-do jako Hong Eun-soo, starsza siostra Yi-soo
- Lee Seung-chan jako Woo-jin
- Kwon Gi-ha jako Woo-jin
- Choi Yong-min jako ojciec Yi-soo
- Shin Dong-mi jako Department head
- Kim Si-eun jako młoda matka Woo-jina
- Kim Rok-kyeong jako Woo-jin 52
- Kim Gwang-seop jako Woo-jin 86
- Park Keun-rok jako Woo-jin 44
- Yoon-hwan jako Woo-jin 19
- Kim Yeon-hee jako Woo-jin 39
- Son Seong-chan jako Woo-jin 77
- Park Min-soo jako Woo-jin 80

## Remake i adaptacje

### Film
W styczniu 2017 roku ogłoszono, że Emilia Clarke została obsadzona w głównej roli żeńskiej w nadchodzącym amerykańskim remake'u filmu ze scenariuszem Scotta Neustadtera i Michaela H. Webera.

### Serial
W lipcu 2018 roku ogłoszono, że Seo Hyun-jin została obsadzona w roli głównej w nadchodzącym koreańskim serialu Beauty Inside, będącym remakiem filmu, u boku aktora Lee Min-ki.

## Nagrody i nominacje
| Rok  | Nagroda                               | Kategoria                 | Nagrodzony                    | Wynik     |
| ---- | ------------------------------------- | ------------------------- | ----------------------------- | --------- |
| 2015 | 52. Grand Bell Awards                 | Najlepsza aktorka         | Han Hyo-joo                   | Nominacja |
| 2015 | 52. Grand Bell Awards                 | Najlepszy nowy reżyser    | Baik                          | Wygrana   |
| 2015 | 52. Grand Bell Awards                 | Najlepszy scenariusz      | Kim Seon-jeong, Park Jeong-ye | Nominacja |
| 2015 | 36. Blue Dragon Film Awards           | Najlepsza aktorka         | Han Hyo-joo                   | Nominacja |
| 2015 | 36. Blue Dragon Film Awards           | Najlepsze zdjęcia         | Kim Tae-gyeong                | Nominacja |
| 2015 | 36. Blue Dragon Film Awards           | Najlepszy montaż          | Yang Jin-mo                   | Wygrana   |
| 2015 | 36. Blue Dragon Film Awards           | Najlepsze oświetlenie     | Hong Seung-cheol              | Nominacja |
| 2015 | 36. Blue Dragon Film Awards           | Najlepsza muzyka          | Jo Yeong-wook                 | Nominacja |
| 2015 | Korea Film Actors' Association Awards | Top Star Award            | Han Hyo-joo                   | Wygrana   |
| 2016 | 11th Max Movie Awards                 | Najlepsza aktorka         | Han Hyo-joo                   | Nominacja |
| 2016 | 11th Max Movie Awards                 | Najlepszy zwiastun        | Wewnętrzne piękno             | Nominacja |
| 2016 | 52. Baeksang Arts Awards              | Najlepsza aktorka filmowa | Han Hyo-joo                   | Nominacja |
| 2016 | 25. Buil Film Awards                  | Najlepsza aktorka         | Han Hyo-joo                   | Nominacja |